# Хари Синклер
Хари Синклер (енгл. Harry Sinclair) је новозеландски филмски редитељ, глумац, сценариста, продуцент, музичар и писац. Као глумац најпознатији је по улози Исилдура у првом делу филмске трилогије Господара прстенова, поред те остварио је још 7 филмских улога. Такође је и редитељ 7 филмова, сценариста 6, и продуцент 2.

## Филмографија

### Сценариста
| Год.  | Назив                                   | Орг. назив | Напомена    |  |
| ----- | --------------------------------------- | ---------- | ----------- |  |
| 1989. | Кратка шетња                            |            | кратки филм |  |
| 1990. | Линдино тијело                          |            |             |  |
| 1997. | Жена у топлесу прича о њиховим животима |            |             |  |
| 2000. | Цијена млијека                          |            |             |  |
| 2001. | Играчка љубави                          |            |             |  |

### Глумац
| Улоге Хари Синклера |                                     |               |                 |          |
| Година              | Српски назив                        | Изворни назив | Улога           | Напомена |
| 1987.               | Кратка шетња                        |               | разни карактери |          |
| 1989.               |                                     |               | господин Хедлеј |          |
| 1990.               | Линдино тијело                      |               | Виктор          |          |
| 1992.               | Мртав жив                           |               | Роџер           |          |
| 1992.               | Корак човјека                       |               | Сескау          |          |
| 1997.               | Бар                                 |               |                 |          |
| 2001.               | Господар прстенова: Дружина прстена |               | Исилдур         |          |
| 2003.               | Господар прстенова: Повратак краља  |               | Исилдур         |          |
| 2013.               | Не зови то назад                    |               |                 |          |

### Главни продуцент
| Улоге  |                                      |               |       |          |
| Година | Српски назив                         | Изворни назив | Улога | Напомена |
| 1997.  | Топлес жена прича о њиховим животима |               |       |          |
| 1990.  | Линдино тијело                       |               |       |          |